# Liste des phares des îles Canaries
La liste des phares des îles Canaries répertorie les phares situées sur les côtes des îles de l'archipel des Canaries dans l'océan Atlantique. Les Canaries, situées au large des côtes africaines, font partie de la Macaronésie, un ensemble géographique regroupant les territoires insulaires volcaniques des îles Canaries, de Madère, des Açores et du Cap-Vert. L'archipel des Canaries est le plus grand et le plus peuplé de la région de la Macaronésie. La liste des différentes îles va de l'est à l'ouest.
Les feux de navigation en Espagne sont sous la responsabilité de l'autorité portuaire nationale, Puertos del Estado, mais la plupart d'entre eux sont exploités et entretenus par des autorités portuaires régionales.
Les Îles Canaries sont divisées en deux provinces :
- la province de Las Palmas regroupant les îles de Lanzarote, Fuerteventura et Grande Canarie ;
- la province de Santa Cruz de Tenerife regroupant les îles de Tenerife, La Gomera, El Hierro et La Palma.

## Liste des phares classés par île

### Lanzarote
- Phare de Punta Delgada (Île d'Alegranza)
- Phare de Punta Pechiguera

### Fuerteventura

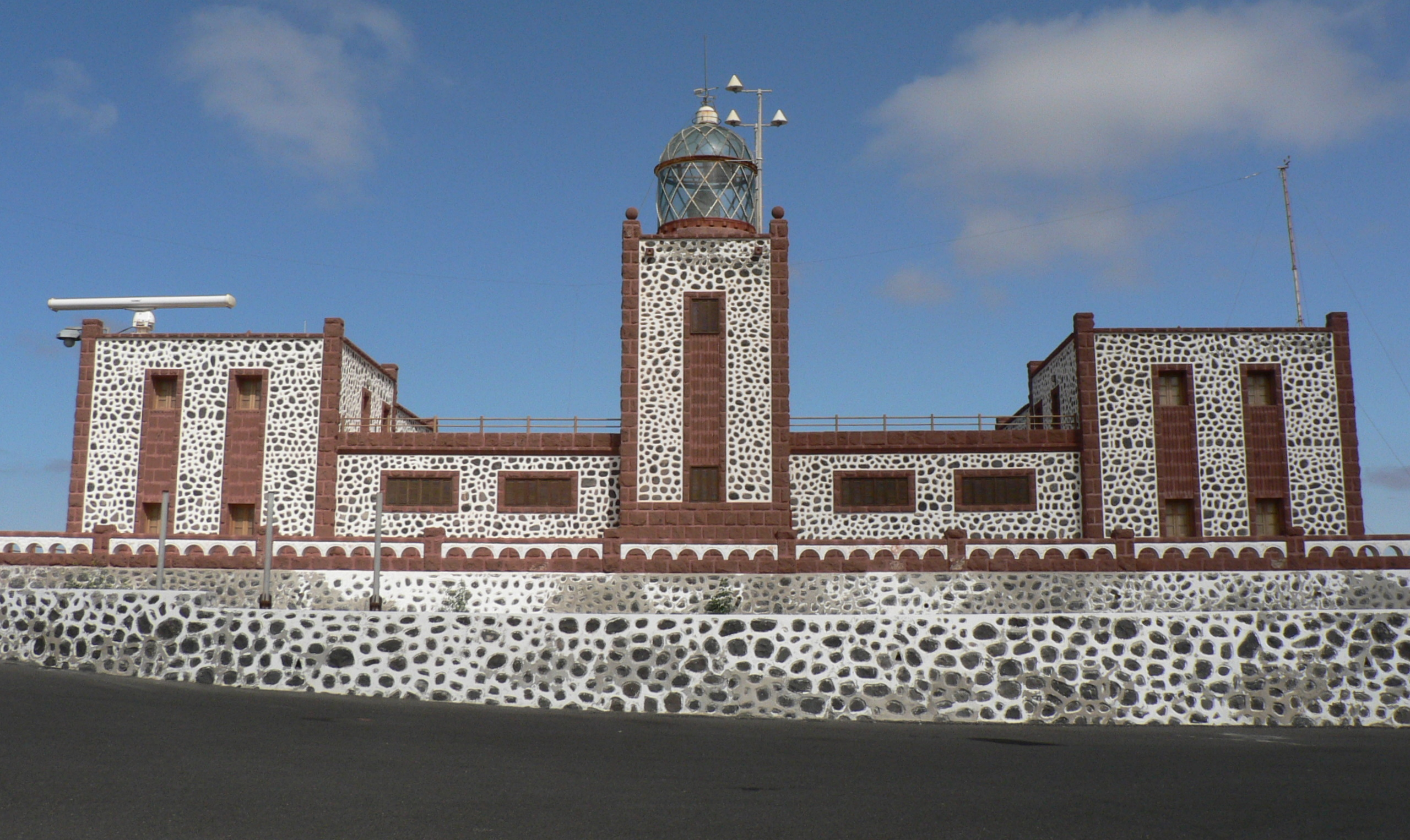
Phare de Punta La Entallada

- Phare de Punta Martiño (Los Lobos)
- Phare de Tostón
- Phare de Puerto del Rosario
- Phare de Punta La Entallada
- Phare de Morro Jable
- Phare de Punta Jandía

### Grande Canarie

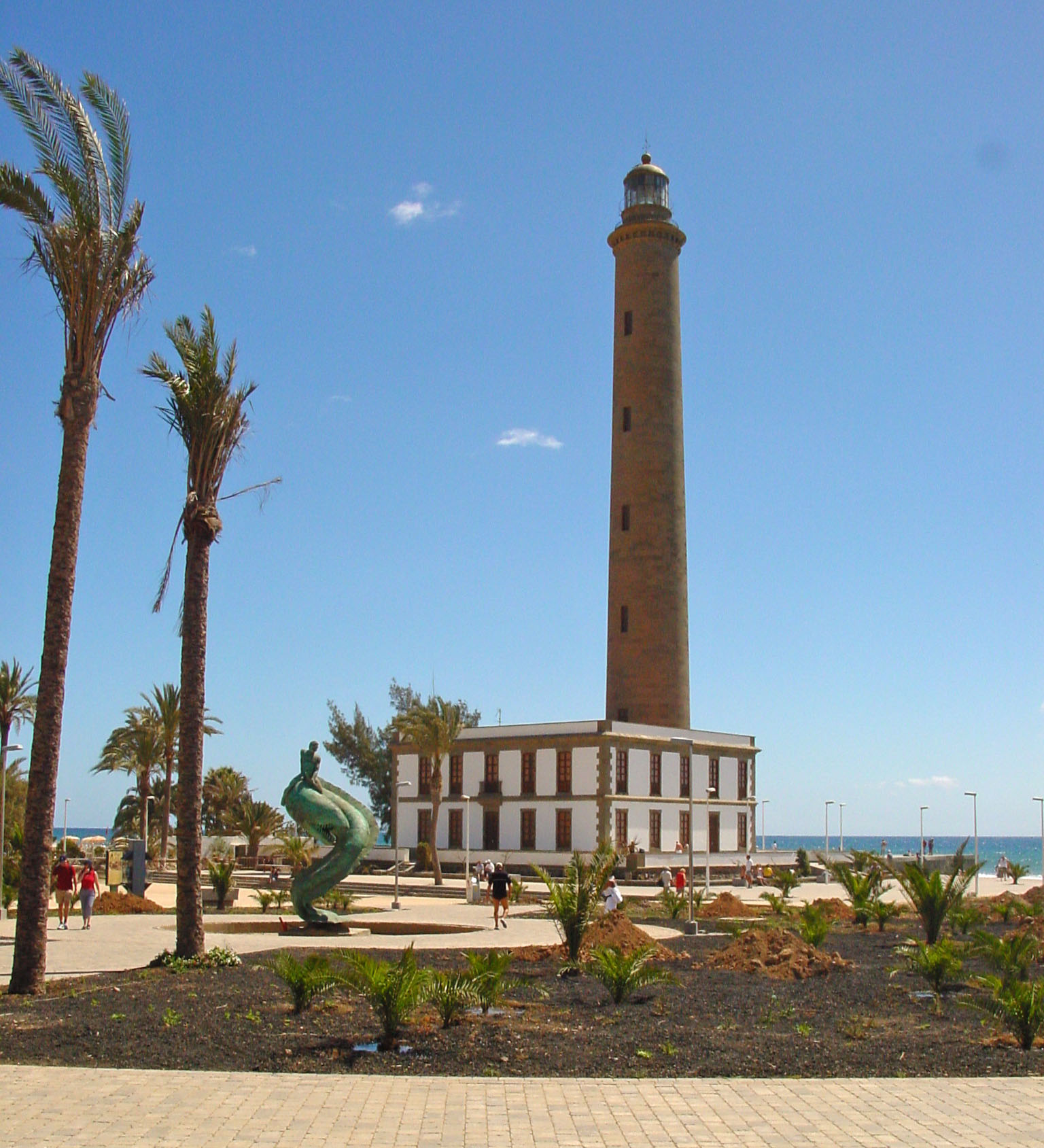
Phare de Maspalomas

- Phare de La Isleta
- Phare de Punta de Melenara
- Phare de Punta de Arinaga
- Phare de Maspalomas
- Phare de Punta del Castillete
- Phare de Punta Sardina

### Tenerife
- Phare de Punta de Anaga
- Farola del mar (Inactif)
- Phare de Punta Abona
- Phare de Punta Rasca
- Phare de Punta de Teno
- Phare de Buenavista
- Phare de Puerto de la Cruz
- Phare de Punta del Hidalgo

### La Gomera
- Phare de San Cristóbal

### La Palma
- Phare de Punta Cumplida
- Phare de Arenas Blancas
- Phare de Fuencaliente
- phare de Punta Lava

### El Hierro
- Phare de Punta Orchilla